# 松寿山
松寿山（しょうじゅさん）は福岡県北九州市八幡西区の地名。松寿山一丁目から三丁目の町がある。住居表示実施済み。郵便番号は807-0855。

## 地理
八幡西区の中部西端に位置し、北西にさつき台、北から北東に則松、東から南東に泉ケ浦と接し、南から西に水巻町と接する。

## 地域の特徴
高台にある住宅街であり、一丁目から三丁目の方向に向かって上り勾配となっている。

## 歴史
昭和50年代後半に山を切り開いて造成された。

### 沿革
- 1991年（平成3年）6月1日 - 松寿山一丁目 - 松寿山三丁目新設[4][5]。
- 1995年（平成7年）6月1日 - 大字折尾，大字則松の各一部が松寿山三丁目に編入[6]。

### 町名の変遷
| 実施内容          | 実施年月日              | 実施後       | 実施前                                 |
| ----------------- | ----------------------- | ------------ | -------------------------------------- |
| 町名新設 住居表示 | 1991年（平成3年）6月1日 | 松寿山一丁目 | 大字折尾，大字則松，則松六丁目の各一部 |
| 町名新設 住居表示 | 1991年（平成3年）6月1日 | 松寿山二丁目 | 大字則松の一部                         |
| 町名新設 住居表示 | 1991年（平成3年）6月1日 | 松寿山三丁目 | 大字折尾，大字則松の各一部             |

## 世帯数と人口
2025年（令和7年）3月31日現在（北九州市発表）の世帯数と人口は以下の通りである。
| 町           | 世帯数  | 人口    |
| ------------ | ------- | ------- |
| 松寿山一丁目 | 297世帯 | 634人   |
| 松寿山二丁目 | 275世帯 | 579人   |
| 松寿山三丁目 | 286世帯 | 647人   |
| 計           | 858世帯 | 1,860人 |

### 人口の変遷
国勢調査による人口の推移。
| 1995年（平成7年）  | 2,660人 | [ 7 ]  |  |
| 2000年（平成12年） | 2,456人 | [ 8 ]  |  |
| 2005年（平成17年） | 2,202人 | [ 9 ]  |  |
| 2010年（平成22年） | 2,009人 | [ 10 ] |  |
| 2015年（平成27年） | 1,898人 | [ 11 ] |  |
| 2020年（令和2年）  | 1,809人 | [ 12 ] |  |

### 世帯数の変遷
国勢調査による世帯数の推移。
| 1995年（平成7年）  | 734世帯 | [ 7 ]  |  |
| 2000年（平成12年） | 738世帯 | [ 8 ]  |  |
| 2005年（平成17年） | 727世帯 | [ 9 ]  |  |
| 2010年（平成22年） | 725世帯 | [ 10 ] |  |
| 2015年（平成27年） | 725世帯 | [ 11 ] |  |
| 2020年（令和2年）  | 738世帯 | [ 12 ] |  |

## 学区
公立市立小・中学校に通う場合、学区は以下の通りとなる。
| 町           | 街区             | 小学校               | 中学校                 |
| ------------ | ---------------- | -------------------- | ---------------------- |
| 松寿山一丁目 | 全域             | 北九州市立則松小学校 | 北九州市立則松中学校   |
| 松寿山二丁目 | 1 - 5番,7 - 18番 | 北九州市立則松小学校 | 北九州市立則松中学校   |
| 松寿山三丁目 | 全域             | 北九州市立則松小学校 | 北九州市立則松中学校   |
| 松寿山二丁目 | 6番              | 北九州市立八枝小学校 | 北九州市立永犬丸中学校 |

## 交通

### バス
域内のバス停と系統は以下のとおりである。
| 運行事業者 | 運行事業者     | 西鉄バス北九州 | 西鉄バス北九州 |
| 系統       | 系統           | 74             | 74-1           |
| 停留所     | 松寿山団地第一 | ○              | ○              |
| 停留所     | 松寿山団地第二 | ○              | ○              |
| 停留所     | 松寿山団地第三 | ○              | ○              |

## 施設

### 社会福祉施設
- 松寿山年長者いこいの家

### 公園
- 松寿山公園
- 松寿山1号公園
- 松寿山2号公園
- 松寿山3号公園